# Eustrophus cuneatus
Eustrophus cuneatus es una especie de coleóptero de la familia Tetratomidae.

## Distribución geográfica
Habita en la República del Congo.